# Rajaton
Rajaton är en finländsk a cappellaensemble med sex medlemmar, som bildades i Helsingfors 1997. Ordet Rajaton på finska betyder "gränslös", vilket hänsyftar till att körens repertoar har en bredd från sakral klassisk musik till populärmusik.
Rajaton framför huvudsakligen a cappella musik som skrivs eller arrangeras av medlemmar av ensemblen.

## Diskografi i urval
- Nova (2000)
- Boundless (2001)
- Sanat (2002)
- Kevät (2005)
- Out of Bounds  (2006)
- Rajaton sings Abba (2006)
- Maa (2007)
- Tarinoita (2010)
- Jouluyö (2011)
- Suomen Lasten Lauluja (2012)
- Salaisuus (2016)